# Leone Osvaldo Girolami
Leone Osvaldo Girolami (Duven, 11 febbraio 1894 – Fanna, 11 luglio 1951) è stato un ingegnere e politico italiano.

## Biografia
Nato in Germania da genitori italiani emigrati per lavoro nel 1915 deve rientrare in Italia per rispondere alla chiamata alle armi. A ostilità cessate si laurea in ingegneria a Padova e trascorre il ventennio fascista dedicandosi esclusivamente alla professione. Si dedica in particolare alla progettazione di edifici sacri, tra i quali (a titolo di esempio) la cappella dell'asilo di Fanna (1929-1931) e le chiese di Campagna, frazione di Maniago (1931), e di Brugnera (1935). Dopo la caduta della Repubblica Sociale Italiana viene chiamato dal prefetto di Udine a capo dell'ufficio speciale per la ricostruzione e nel 1948 viene eletto deputato. L'anno successivo, con la presentazione di un progetto di legge per la creazione di un ente autonomo per il Friuli, avvia il lungo e laborioso iter parlamentare che si conclude solo il 22 febbraio 1968 con l'istituzione della provincia di Pordenone. Deciso a ricandidarsi viene improvvisamente a mancare a causa di una malattia nell'anno delle elezioni.